# Három nagymamám volt
A Három nagymamám volt magyar televíziós festményfilm. A narrátor Ónodi Eszter és Jordán Adél, irodalmi munkatárs Glaser Katalin. Magyarországon az M1 vetítette le.

## Ismertető
A főszereplő nagyon szerencsés ember, akinek három nagymamája is volt. Mind a három különbözött természetben és külsőben. Mindhárman kedves nénik voltak, akik gondoskodtak unokájukkal. Szeretettel viselték gondját, és felejthetetlen emléket hagytak unokájukban. Az unokájuk összekötötte mindhármuk életét.